# Sydney Olympic Football Club
Pour les articles homonymes, voir Sharks (homonymie).
Maillots
Le Sydney Olympic Football Club est un club australien de football basé à Sydney.

## Historique
- 1958 : fondation du club sous le nom de Pan-Hellenic Soccer Club
- 1977 : le club est renommé Sydney Olympic
- 1995 : le club est renommé UTS Sydney Olympic
- 2001 : le club est renommé Olympic Sharks
- 2003 : le club est renommé Sydney Olympic

## Palmarès
- Championnat d'Australie
  - Champion : 1990, 2002
  - Vice-champion : 1984, 1986, 1989, 2003

- Coupe d'Australie
  - Vainqueur : 1983, 1985
  - Finaliste : 1989, 1990